# José Peña
Pour les articles homonymes, voir José Peña (sprint).
José Gregorio Peña Trejo (né le 12 janvier 1987 à San Cristóbal) est un athlète vénézuélien, spécialiste du 3 000 mètres steeple. 

## Biographie
Il remporte la médaille d'or aux Jeux panaméricains 2011 et lors des Championnats d'Amérique du Sud d'athlétisme 2013.
Le 13 août 2013, il est le premier des non-qualifiés pour la finale du 3 000 m steeple des Championnats du monde à Moscou.
Son meilleur temps, record national, est de 8 min 20 s 87 le 1er septembre 2013 lors du meeting ISTAF de Berlin, qui améliore son précédent record de 8 min 22 s 56 réalisé à Palo Alto le 28 avril de la même année.

## Palmarès
| Date | Compétition                                      | Lieu                 | Résultat | Temps         |
| ---- | ------------------------------------------------ | -------------------- | -------- | ------------- |
| 2007 | Championnats d'Amérique du Sud                   | São Paulo            | 3e       | 8 min 54 s 43 |
| 2009 | Championnats d'Amérique du Sud                   | Lima                 | 2e       | 8 min 36 s 17 |
| 2009 | Championnats d'Amérique centrale et des Caraïbes | La Havane            | 2e       | 8 min 51 s 03 |
| 2011 | Championnats d'Amérique du Sud                   | Buenos Aires         | 5e       | 8 min 44 s 18 |
| 2011 | Jeux panaméricains                               | Guadalajara          | 1er      | 8 min 48 s 19 |
| 2012 | Championnats ibéro-américains                    | Barquisimeto         | 1er      | 8 min 37 s 67 |
| 2013 | Championnats d'Amérique du Sud                   | Carthagène des Indes | 1er      | 8 min 32 s 01 |
| 2013 | Jeux bolivariens                                 | Trujillo             | 1er      | 8 min 26 s 60 |
| 2014 | Jeux sud-américains                              | Santiago             | 1er      | 8 min 36 s 81 |
| 2014 | Jeux d'Amérique centrale et des Caraïbes         | Xalapa               | 2e       | 8 min 45 s 04 |
| 2017 | Championnats d'Amérique du Sud                   | Luque                | 1er      | 8 min 45 s 93 |
| 2017 | Jeux Bolivariens                                 | Santa Marta          | 1er      | 8 min 39 s 99 |

## Records
| Épreuve              | Performance        | Lieu   | Date               |
| -------------------- | ------------------ | ------ | ------------------ |
| 3 000 mètres steeple | 8 min 20 s 87 (NR) | Berlin | 1er septembre 2013 |